# Altivole
Altìvole (Intióe in veneto) è un comune italiano di 7 095 abitanti della provincia di Treviso in Veneto.

## Origini del nome
Il toponimo potrebbe indicare dei piccoli rialzi del terreno (in veneto altiòle, dal latino altus) o, in alternativa, un luogo adatto all'uccellagione (dal latino altilia, attraverso il veneto altìa). Meno probabile una derivazione da altum vallum, in riferimento a una fortificazione.

## Storia
La prima menzione scritta di Altivole risale al 1297, quando viene citata la Capella S. Fusce de Altivolle.
Il territorio, abitato fin dall'antichità, ha visto la presenza di insediamenti preromani e romani, come testimoniano reperti archeologici rinvenuti nella zona. Durante il periodo romano, il territorio fu organizzato in poderi e attraversato da importanti vie di comunicazione romane, tra cui la via Aurelia e la via Postumia. 
Nel Medioevo, Altivole seguì le vicende della vicina Asolo, venendo assegnato alla Podesteria di Asolo nel 1339 per decreto del doge Francesco Dandolo. La presenza di una torre medievale a Caselle, oggi nota come casa Rossanese, testimonia l'importanza del territorio e il ruolo di famiglie nobili locali. Durante il XV secolo, l'introduzione di sistemi di irrigazione favorì lo sviluppo agricolo del territorio circostante. Nello stesso secolo ad Altivole importante fu a presenza di Caterina Cornaro, regina di Cipro, che ricevette il possesso di Asolo e del territorio circostante. La Cornaro promosse lo sviluppo culturale e architettonico della zona, favorendo la costruzione di ville venete e residenze nobiliari. Tra le famiglie di rilievo che si insediarono nel comune vi furono i Van Axel Castelli, i Corner, gli Zon e la famiglia Fietta.
Dopo la caduta della Repubblica di Venezia nel 1797, Altivole passò sotto il dominio austriaco, fino all'annessione al Regno d'Italia nel 1866.
Nel XX secolo, il comune fu coinvolto nei conflitti mondiali, subendo danni e perdite umane. Nel dopoguerra, molti abitanti emigrarono verso l'estero, soprattutto in Canada e Australia e Brasile, in cerca di migliori opportunità economiche. Con il boom economico degli anni '60, Altivole avviò un processo di industrializzazione, diversificando le attività produttive

### Simboli
Stemma
Lo stemma è stato concesso con regio decreto del 25 gennaio 1937.
(Art. 3 c. 2 dello Statuto comunale)
I tre colli richiamano l'etimologia del toponimo mentre la campagna mareggiata ricorda la ricchezza di corsi d'acqua.
Gonfalone
Il gonfalone è stato concesso con DPR n. 3065 del 15 luglio 1982..
(Art. 3 c. 3 dello Statuto comunale)

## Monumenti e luoghi d'interesse

### Architetture religiose
- Chiesa parrocchiale di Altivole
- Chiesa arcipretale di Caselle (architetto Francesco Maria Preti) (organo monumentale "Antonio Barbini" 1758)
- Chiesa parrocchiale di San Vito

### Architetture civili
- Barco della Regina Cornaro: il Barco della Regina Cornaro è una barchessa di villa veneta, che fino alla fine del XX secolo, si narrava degli anni della signoria di Asolo di Caterina Cornaro (1489–1510) come il barco era solo una piccola parte di un complesso architettonico e paesaggistico di grandi dimensioni.[8]
- Tomba Brion (celebre opera di Carlo Scarpa)

## Società

### Evoluzione demografica
Abitanti censiti

### Etnie e minoranze straniere
Al 31 dicembre 2023 gli stranieri residenti nel comune erano 683, ovvero il 9,7% della popolazione. Di seguito sono riportati i gruppi più consistenti:
1. Romania 289
2. Cina 208
3. Marocco 27
4. Albania 21
5. Nigeria 15
6. Ucraina 15

## Cultura

### Eventi
Nel mese di giugno si svolge la sagra patronale a San Vito e verso fine giugno la sagra a Caselle.
Ad agosto, intorno alla metà del mese, si svolge la tradizionale sagra d'agosto, molto famosa e rinomata nella zona.
Nel periodo estivo si svolgono visite guidate il sabato e la domenica presso la Tomba Brion di Carlo Scarpa a San Vito.

## Amministrazione

### Sindaci dal 1985
| Periodo | Periodo   | Primo cittadino | Partito                  | Carica  | Note |
| ------- | --------- | --------------- | ------------------------ | ------- | ---- |
| 1985    | 1995      | Sergio Pavan    | Democrazia Cristiana     | Sindaco |      |
| 1995    | 1999      | Sergio Baldin   | Lista civica             | Sindaco |      |
| 1999    | 2004      | Gino Dalese     | Lega Nord                | Sindaco |      |
| 2004    | 2009      | Silvia Rizzotto | Centro destra            | Sindaco |      |
| 2009    | 2014      | Silvia Rizzotto | PDL - Lega Nord          | Sindaco |      |
| 2014    | 2019      | Sergio Baldin   | Lista civica             | Sindaco |      |
| 2019    | 2024      | Chiara Busnardo | Lega per Salvini Premier | Sindaco |      |
| 2024    | in carica | Dorino Zilio    | Lista civica             | Sindaco |      |

## Sport

### Impianti sportivi
Tra gli impianti sportivi va citato il kartodromo Pista Verde, che dal 1988 è un punto di riferimento per semplici appassionati, ma è soprattutto teatro di gare locali e nazionali contribuendo a fare la storia di questo sport motoristico e non solo.